# Annaphila domina
Annaphila domina är en fjärilsart som beskrevs av H. Edwards 1875. Annaphila domina ingår i släktet Annaphila och familjen nattflyn. Inga underarter finns listade i Catalogue of Life.